# Montreuil-Poulay
Montreuil-Poulay is een gemeente in het Franse departement Mayenne (regio Pays de la Loire) en telt 403 inwoners (2005). De plaats maakt deel uit van het arrondissement Mayenne.

## Geografie
De oppervlakte van Montreuil-Poulay bedraagt 16,5 km², de bevolkingsdichtheid is 24,4 inwoners per km².

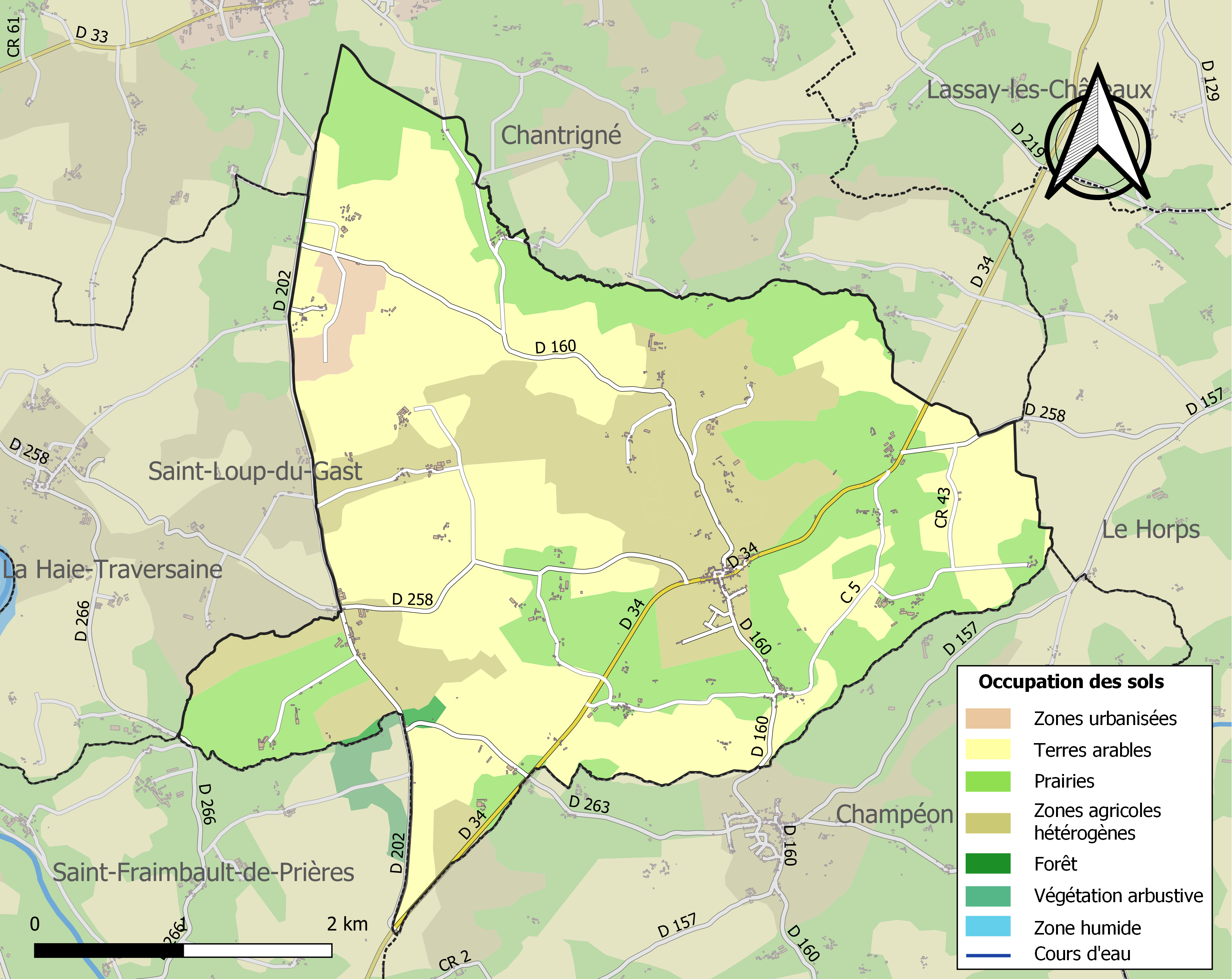
Kaart van de gemeente met de belangrijkste infrastructuur, bodemgebruik en omliggende gemeenten

## Demografie
Onderstaande figuur toont het verloop van het inwonertal (bron: INSEE-tellingen).